# Чемпионат России по лёгкой атлетике 1909
2-й чемпионат России по лёгкой атлетике прошёл 20—21 июня 1909 года в Санкт-Петербурге. Одновременно с ним проводилось IV Первенство Санкт-Петербурга по лёгкой атлетике. Соревнования состоялись в 10 легкоатлетических дисциплинах.

## Соревнования
Погодные условия благоприятствовали проведению чемпионата. В соревнованиях, привлекших большое количество зрителей, приняли участие спортсмены из 7 клубов: «Спорт» (Санкт-Петербург), РНОЛС (Санкт-Петербург), «Тармо» (Санкт-Петербург), Нарвский кружок спортсменов (Санкт-Петербург), Атлетическое общество (Санкт-Петербург), «Маяк» (Санкт-Петербург) и «Унион» (Рига). Общекомандную победу во второй раз подряд одержал «Спорт». Был превзойдён один рекорд России (автором достижения стал Николай Неклепаев в метании копья) и ещё один повторён (Николай Штиглиц на стометровке).

## Медалисты
| Дисциплина        | Золото                                    | Золото  | Серебро                                | Серебро | Бронза                                  | Бронза  |
| ----------------- | ----------------------------------------- | ------- | -------------------------------------- | ------- | --------------------------------------- | ------- |
| 100 м             | Николай Штиглиц «Спорт» Санкт-Петербург   | 11,2    | Гарри Аддисон «Унион» Рига             | 11,4    | Оскар Лит «Унион» Рига                  | 11,6    |
| 400 м             | Гарри Аддисон «Унион» Рига                | 56,4    | Герберт Бауман «Унион» Рига            | 57,2    | Николай Штиглиц «Спорт» Санкт-Петербург | 57,8    |
| 1500 м            | Николай Павлов «Маяк» Санкт-Петербург     | 4.39,6  | И. Мурашёв «Маяк» Санкт-Петербург      | 4.39,8  | М. Кинг «Спорт» Санкт-Петербург         | 4.41,4  |
| 110 м с барьерами | Онни Генриксон «Спорт» Санкт-Петербург    | 17,4    | Ульрих Бааш «Спорт» Санкт-Петербург    | 17,6    | Алоис Вейвода «Спорт» Санкт-Петербург   | 17,8    |
| Прыжок в высоту   | Эрих Валли «Тармо» Санкт-Петербург        | 1,59 м  | Ульрих Бааш «Спорт» Санкт-Петербург    | 1,56 м  | Альфред Шварц «Спорт» Санкт-Петербург   | 1,56 м  |
| Прыжок с шестом   | Ульрих Бааш «Спорт» Санкт-Петербург       | 3,30 м  | Онни Генриксон «Спорт» Санкт-Петербург | 3,20 м  | Алоис Вейвода «Спорт» Санкт-Петербург   | 3,00 м  |
| Прыжок в длину    | Оскар Лит «Унион» Рига                    | 6,36 м  | Ульрих Бааш «Спорт» Санкт-Петербург    | 6,18 м  | Алоис Вейвода «Спорт» Санкт-Петербург   | 5,83 м  |
| Толкание ядра     | Николай Неклепаев «Спорт» Санкт-Петербург | 10,83 м | К. Шульц «Унион» Рига                  | 10,34 м | Эрих Валли «Тармо» Санкт-Петербург      | 9,80 м  |
| Метание диска     | Николай Неклепаев «Спорт» Санкт-Петербург | 32,17 м | Альфред Шварц «Спорт» Санкт-Петербург  | 31,61 м | О. Гранлунд «Тармо» Санкт-Петербург     | 30,67 м |
| Метание копья     | Николай Неклепаев «Спорт» Санкт-Петербург | 45,62 м | Эрих Валли «Тармо» Санкт-Петербург     | 41,85 м | О. Гранлунд «Тармо» Санкт-Петербург     | 39,93 м |